# Gemeinde Kidričevo

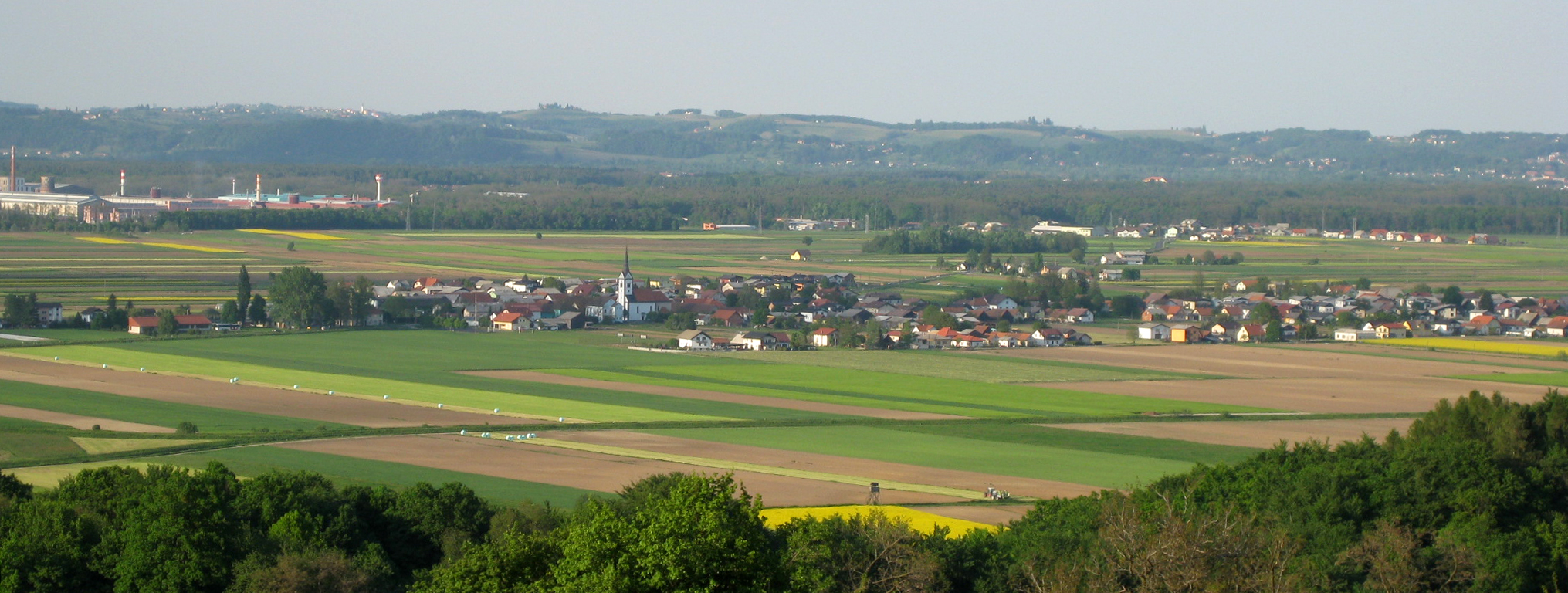
Sankt Lorenzen am Draufelde (Lovrenc na Dravskem polju), Kidričevo.

Die Gemeinde Kidričevo ist eine Gemeinde in Slowenien. Sie liegt in der historischen Landschaft Spodnja Štajerska (Untersteiermark), Region Podravska. 
Hauptort und Verwaltungssitz ist die Ortschaft Kidričevo.

## Lage
Kidričevo liegt etwa 6 km südwestlich von Ptuj im Dravsko polje (Draufeld). Das Gemeindegebiet ist fast vollkommen flach und liegt auf etwa 230 bis 240 m. ü. A. Die Bahnstrecke Pragersko–Budapest verläuft durch das Gebiet von West nach Ost. An dieser befindet sich der Bahnhof Kidričevo sowie im Ortsteil Strnišče der gleichnamige Haltepunkt. Der Hauptort Kidričevo befindet sich am östlichen Rand der Kommune, während die meisten Dörfer entlang einer Regionalstraße liegen, die die Gemeinde von Westen nach Südosten durchzieht.

## Ortschaften
Die Gemeinde umfasst 18 Ortschaften. Die deutschen Exonyme in den Klammern wurden bis zum Abtreten des Gebietes an das Königreich der Serben, Kroaten und Slowenen im Jahr 1918 vorwiegend von der deutschsprachigen Bevölkerung verwendet.:
- Apače (Amtmannsdorf)
- Cirkovce (Zirkovetz)
- Dragonja vas (Drasendorf)
- Kidričevo "(Sternthal)"
- Kungota pri Ptuju (Sankt Kunigund)
- Lovrenc na Dravskem polju (Sankt Lorenzen am Draufelde)
- Mihovce (Micheldorf)
- Njiverce (Niverzen)
- Pleterje (Pletriach)
- Pongrce (Pongerzen)
- Spodnje Jablane (Unterjabling)
- Spodnji Gaj pri Pragerskem
- Starošince (Staroschinzen)
- Stražgonjca (Strasgoinzen)
- Strnišče (Sternthal)
- Šikole (Schikola)
- Zgornje Jablane (Oberjabling)
- Župečja vas (Saukendorf)

## Nachbargemeinden
| Gemeinde Rače-Fram          | Gemeinde Starše                             | Gemeinde Hajdina |
| Gemeinde Slovenska Bistrica | Kompassrose, die auf Nachbargemeinden zeigt | Gemeinde Videm   |
|                             | Gemeinde Majšperk                           |                  |

## Geschichte
Die Gemeinde Kidričevo wurde im Jahr 1994 auf dem Gebiet  der Ortschaften Cirkovce, Kidričevo und Lovrenc na Dravskem polju errichtet.
Vor 1947 trug die Gemeinde Kidričevo den Namen Strnišče (deutsch: Sterntal oder Sternthal). Der Ort wurde umbenannt nach dem Partisanen Boris Kidrič in Kidričevo. 1974 wurde auf Gebieten der damaligen Ortschaften Kidričevo und Župečja vas die heutige Ortschaft Strnišče erbaut.
Während des Ersten Weltkriegs wurde auf dem Gemeindegebiet das  Lager Sterntal als Internierungslager für Kriegsgefangene erbaut, welches im Zweiten Weltkrieg von den deutschen Besatzern als Arbeitslager genutzt wurde. Von Mai bis September 1945 diente es den jugoslawischen Behörden unter der Bezeichnung Lager Strnišče (slowenisch: Taborišče Strnišče) als zentrales Sammellager bei der Vertreibung der Volksdeutschen aus der Untersteiermark und der Gottschee. Mehrere Tausend Menschen starben an Hunger und Krankheiten. Kinder wurden ihren Müttern weggenommen.
Im Jahr 2006 wurden zwei Massengräber im Umkreis des ehemaligen Lagers entdeckt.

## Wirtschaft
Wichtigster Arbeitgeber vor Ort ist das Aluminiumwerk Talum.